# Эвдиометр

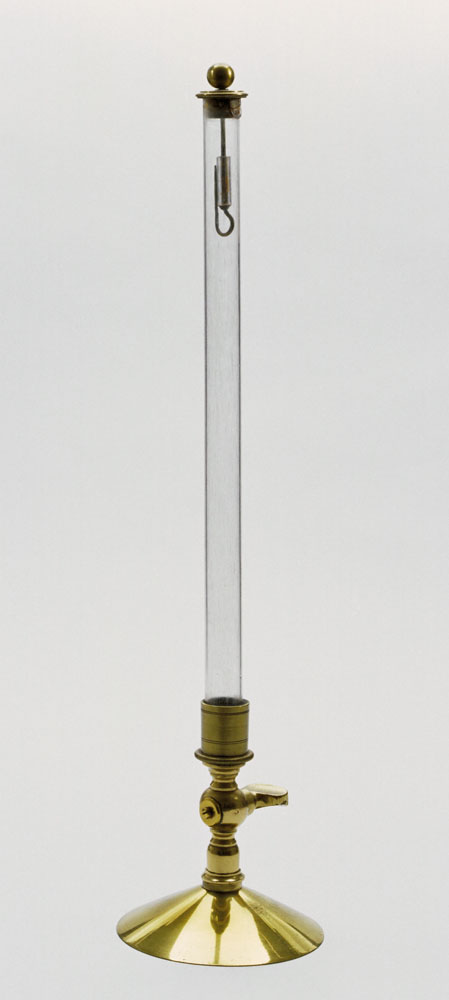
Взрывной эвдиометр Вольты

Эвдиометр (от др.-греч. εὑδιός — ясный, чистый и др.-греч. μετρεω — измеряю) — прибор для анализа газов, стеклянная трубка, запаянная с одного конца и открытая с другого, градуированная на равнообъемные части, как бюретка. Эвдиометры для взрыва смесей газов снабжаются впаянными с закрытого конца платиновыми  проволоками, образующими искровой разрядник.
В 1772 году, Джозеф Пристли начал экспериментировать с различными «воздухами», используя им изобретённое «пневматическое корыто». Чтобы избежать растворения газов в жидкости, он заменил воду на ртуть. Вследствие этих экспериментов Пристли признают первооткрывателем некоторых газов: к примеру кислорода, хлороводорода и аммиака. Он также обнаружил способ определить чистоту воздуха, используя «азотистый воздушный тест». Эту проверку проводили, смешивая азотистый газ с испытательным образцом другого газа.